# Пролив Святого Георга

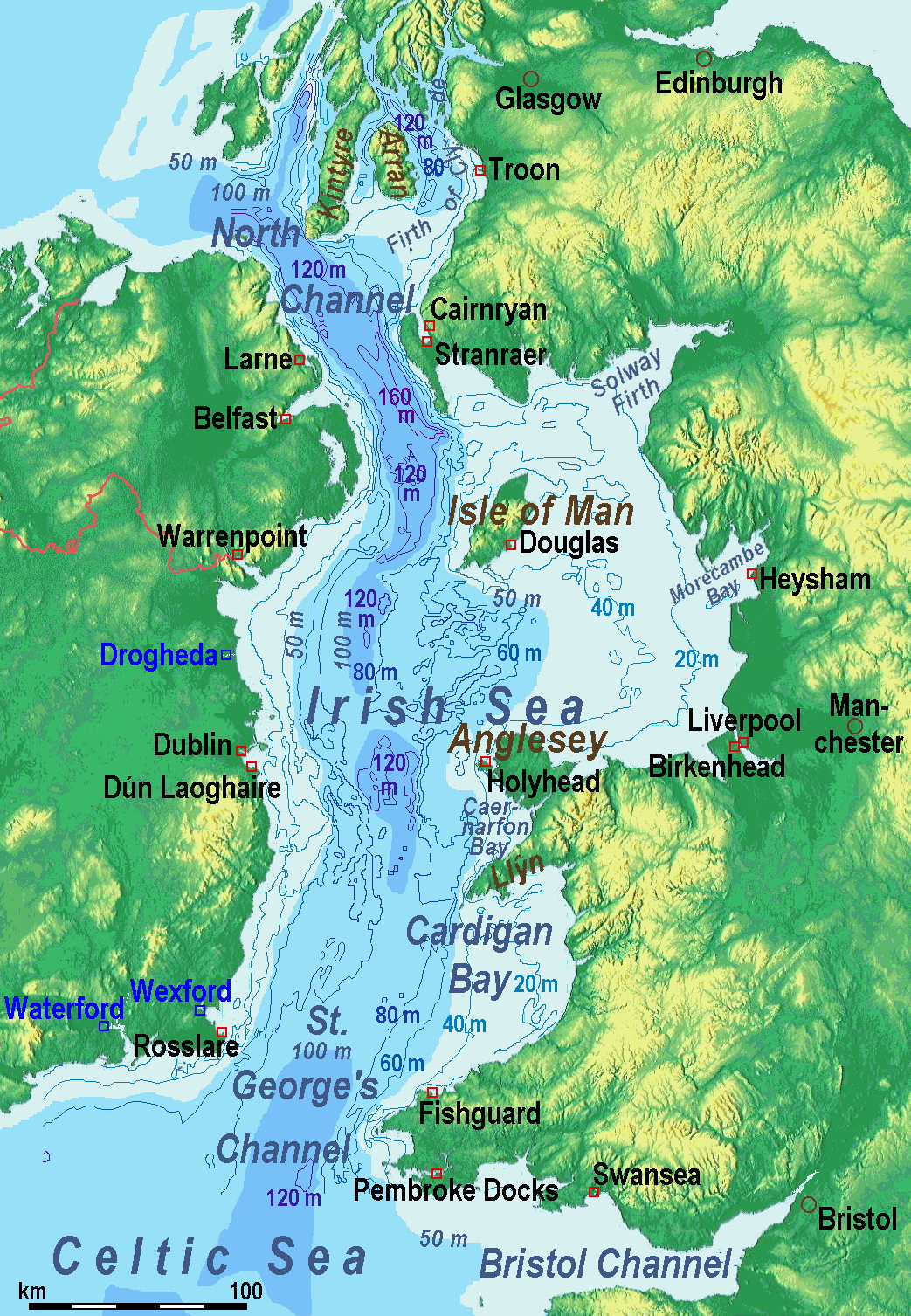
Карта пролива

Проли́в Свято́го Гео́рга (англ. St George's Channel, валл. Sianel San Siôr, ирл. Muir Bhreatan) — пролив между Ирландией и Уэльсом. Длина пролива 154 километра, ширина 75 км, наибольшая глубина 82 метра. Пролив соединяет южную часть Ирландского моря с Кельтским морем.

## Название
Название происходит из легенды XIV века о посещении святым Георгием Англии, по легенде, святой Георгий проплыл через этот пролив.

## Природа
Экология пролива достаточно благоприятная. Привлечённые чистыми водами и обилием пищи в пролив часто заплывают такие крупные обитатели океана, как дельфины, гигантские акулы, морские свиньи. В проливе водятся также серые тюлени, морские черепахи, омары.